# Hoplobunus planus
Hoplobunus planus is een hooiwagen uit de familie Stygnopsidae.